# Magdalenitky
Magdalenitky (Sestry pokání sv. Marie /Máří/ Magdalény podle řehole sv. Augustina, zvané též bílé paní, německy Magdalenerinnen, resp. Schwestern vom Orden der heiligen Maria Magdalena zur Buße, příp. jen Büßerinnen, latinsky: Ordo Sanctae Mariæ Magdalenæ de pœnitentia, či Sorores Pœnitentes Beatæ Mariæ Magdalenæ, zkr. OSMM) je ženský církevní řád vzniklý v 1. polovině 13. století v německých zemích. Řádovým oděvem je bílý hábit, škapulíř, cingulum a závoj.

## Historie
Řád byl založen v německém Hildesheimu Rudolfem Wormským. Od roku 1227 se řídil řeholí sv. Benedikta, která byla roku 1232 nahrazena řeholí podle sv. Augustina. V čele řádu stál generální probošt a scházely se rovněž generální kapituly. V čele provincie stál zemský převor a při jednotlivých klášterech byli probošti. Představenou sester v konventu byla převorka.

## V Čechách a na Moravě

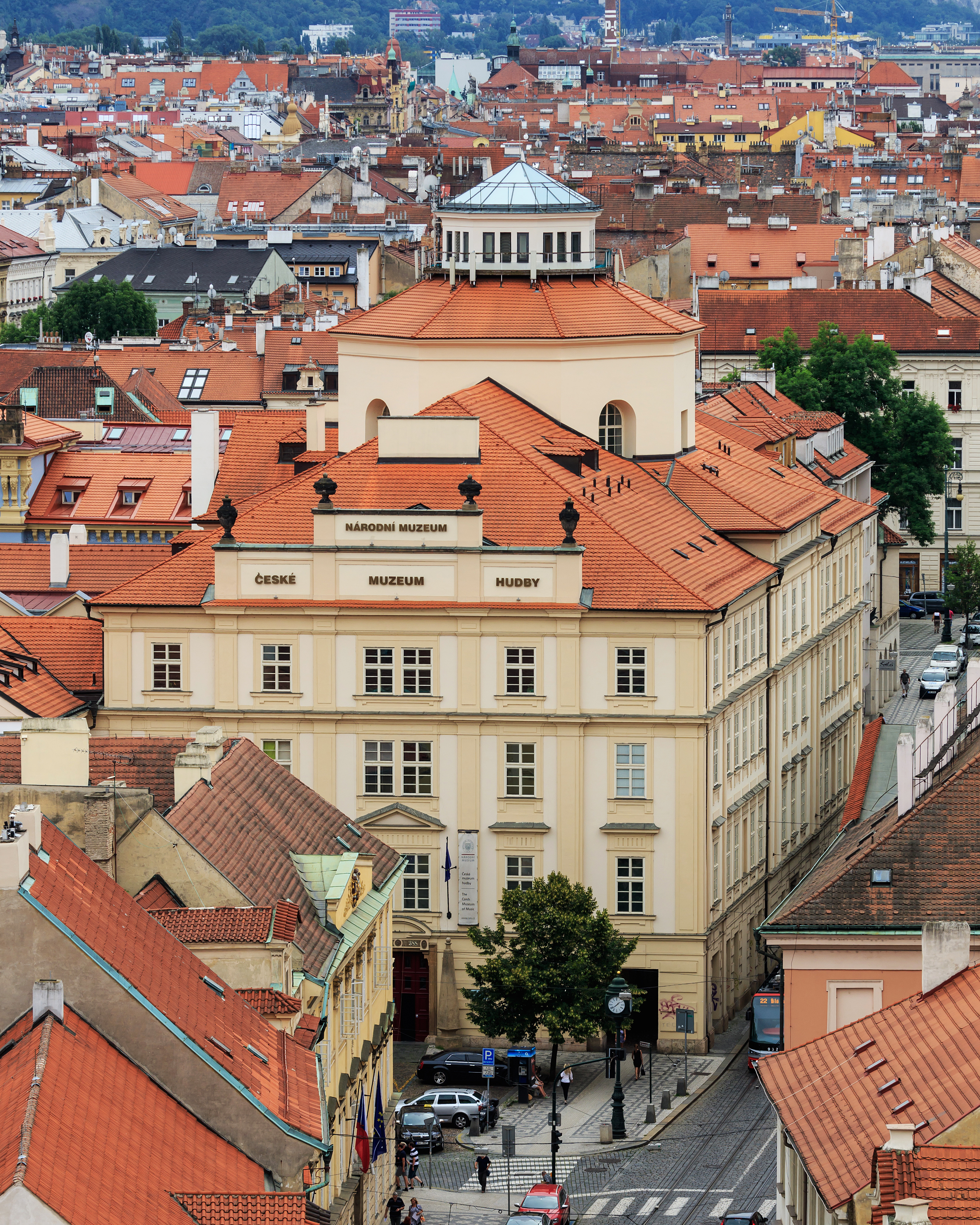
Kostel svaté Máří Magdalény s klášterem magdalenitek

V Čechách byla nejstarší známá komunita magdalenitek, která ovšem působila krátce, v Dobřanech (doložena v roce 1259). V Praze došlo zřejmě k přenesení domu původně zmiňovaného roce 1282 v sousedství sv. Havla (zřejmě v místě pozdějšího kláštera obutých karmelitánů v Havelském městě v Praze) někdy před rokem 1329 na malostranský Újezd ke kostelu sv. Maří Magdalény (pozdější malostranský klášter dominikánů).
Další kláštery vznikly v Záhražanech u Mostu (roku 1283), u Loun (kolem roku 1330) a údajně i u sv. Vavřince v Želině u Kadaně. Na Moravě byl konvent bílých paní v Dalešicích a ve Slezsku v Nise.
V předhusitském období měl vizitační právo k českým klášterům pražský arcibiskup. Po rozpuštění záhražanských (později mosteckých) magdalenitek v roce 1782 řádová činnost na území Čech a Moravy končí.

## Mylně označovaná místa působení
- Omylem je kladen konvent magdalenitek do Stříbra, jehož latinské označení bylo zaměněno s názvem Štrasburku.
- S řádem nesouvisí někdy rovněž jako magdalenitky označované společenství kajícnic u kaple sv. Máří Magdalény, sv. Afry a Marie Egyptské na Starém Městě pražském (tzv. Milíčův Jeruzalém, později jezuitský konvikt).